# Mario Machado
Mario Machado (ur. 22 kwietnia 1935 w Szanghaju, zm. 4 maja 2013 w West Hills) – amerykański aktor i dziennikarz pochodzenia chińskiego.

## Filmografia

### Seriale
- 1966: Mission: Impossible jako technik
- 1975: Wonder Woman jako reporter
- 1979: Wszystko dla kariery jako komentator telewizyjny
- 1990: Beverly Hills, 90210 jako mężczyzna wręczający nagrodę

### Filmy
- 1971: Death Takes a Holiday jako spiker
- 1979: Port lotniczy ’79 jako reporter
- 1983: Człowiek z blizną jako dziennikarz przeprowadzający wywiad
- 1985: Serce mistrza jako sprawozdawca
- 1995: Płonące domy jako Cadawer
- 1997: Spalić Hollywood jako on sam

## Nagrody
Został ośmiokrotnie uhonorowany nagrodą Emmy.